# La Fenice
La Fenice (tudi Teatro La Fenice, slovensko Feniks) je znamenita beneška operna hiša. Operno poslopje je večkrat uničil požar, vendar je bilo vedno obnovljeno in še mogočnejše. Na odru nastopajo najslavnejši operni umetniki, gledališče samo pa je krstno izvedlo mnogo opernih predstav.

## Nekatere krstne predstave
- 1813 Tancredi, Gioacchino Rossini
- 1814 Sigismondo, Gioacchino Rossini
- 1823 Semiramide, Gioacchino Rossini
- 1824 Križarji v Egiptu, Giacomo Meyerbeer
- 1830 Capuleti in Montegi, Vincenzo Bellini
- 1833 Beatrice di Tenda, Vincenzo Bellini
- 1835 Belisario, Gaetano Donizetti
- 1838 Maria de Rudenz, Gaetano Donizetti
- 1843 Ernani, Giuseppe Verdi
- 1846 Attila, Giuseppe Verdi
- 1851 Rigoletto, Giuseppe Verdi
- 1853 Traviata, Giuseppe Verdi
- 1857 Simon Boccanegra, Giuseppe Verdi
- 1951 The Rake's Progress, Igor Stravinski

## Zanimivost
V Teatru La Fenice so maja 1958 solisti, zbor in orkester ljubljanske opere izvedli opero Sergeja Prokofjeva Zaljubljen v tri oranže z odmevnim uspehom. 